# Tycho-2 kataloget
Tycho-2 kataloget er et astronomisk reference-katalog over mere end 2,5 millioner af de klareste stjerner.
Kataloget indeholder positioner, bevægelser og fotometriske data for 2,539,913 af de klareste stjerner i Mælkevejen, hvoraf omkring 9000 er synlige med det blotte øje. Komponenter af dobbelt-stjerner med en indbyrdes afstand ned til 0,8 buesekunder er inkluderet. 
Kataloget er opkaldt efter den danske astronom Tycho Brahe og er et resultat af et forskersamarbejde ledet af den danske astronom Erik Høg.

## Eksterne links
- The Tycho-2 Catalogue Information and Links
- Guide to the Tycho-2 Catalogue
- Erik Høg, astronom, Københavns Universitet